# Tauramena
Tauramena ist eine Gemeinde (municipio) im Departamento Casanare in Kolumbien.

## Geographie
Tauramena liegt im Südwesten von Casanare auf einer Höhe von etwa 460 Metern am Fuß der Anden in den kolumbianischen Llanos. Die Durchschnittstemperatur beträgt 25 °C, die Höchsttemperatur liegt zwischen 33 und 39 °C und die Tiefsttemperatur bei 12 bis 19 °C. An die Gemeinde grenzen im Norden Chámeza, Recetor und Aguazul, im Osten Aguazul und Maní, im Süden Cabuyaro im Departamento del Meta und im Westen Villanueva und Monterrey sowie Páez im Departamento de Boyacá.

## Bevölkerung
Die Gemeinde Tauramena hat 24.747 Einwohner, von denen 16.646 im städtischen Teil (cabecera municipal) der Gemeinde leben (Stand: 2019).

## Geschichte
Tauramena wurde 1887 als San Guillermo de Tauramena gegründet. Ursprünglich wurde das Gebiet der heutigen Gemeinde vom indigenen Volk der Achaguas besiedelt. In der Kolonialzeit wirkte in der Region die Ordensgemeinschaft der Augustiner-Rekollekten. In den 1950er Jahren litt der Ort unter dem Bürgerkrieg, der zu der Zeit in Kolumbien herrschte und wurde angezündet, zerstört und zeitweise verlassen. Nach dem Friedensschluss wurde Tauramena zunächst ein Corregimiento von Aguazul, bevor es 1961 den Status einer Gemeinde erhielt.

## Wirtschaft
Der wichtigste Wirtschaftszweig von Tauramena ist die Erdölgewinnung. Zudem spielen Rinder- und Milchproduktion, Landwirtschaft (insbesondere werden Reis, Ölpalmen, Mais, Zuckerrohr und Obst angebaut) und Teichwirtschaft eine wichtige Rolle.

## Verkehr
Tauramena verfügt über einen kleinen Regionalflughafen (IATA-Code: TAU). Allerdings ist die Gemeinde leichter über den Flughafen von Yopal zu erreichen, der 60 km entfernt liegt und der von Linienflügen angeflogen wird.